# Arrowhead
Arrowhead (bra O Último Guerreiro) é um filme de faroeste estadunidense de 1953, dirigido por Charles Marquis Warren. O roteiro do diretor adaptou o romance Adobe Walls de W.R.Burnett e, conforme os créditos finais, foi baseado em fatos da vida de Albert Sieber. As filmagens foram em Fort Clark, Brackettville, Texas, local onde, segundo novamente os citados créditos, ocorreram os acontecimentos narrados no filme. Foi uma das maiores bilheterias de 1953, segundo a revista Variety .

## Elenco
- Charlton Heston...Ed Bannon (personagem baseado em Albert Sieber)
- Jack Palance...Toriano
- Katy Jurado...Nita
- Brian Keith...Capitão Bill North
- Mary Sinclair...Lela Wilson
- Milburn Stone...Sandy MacKinnon
- Richard Shannon...Tenente Kirk
- Lewis Martin...Coronel Weybright
- Frank DeKova...Chefe Chattez
- Robert J. Wilkie...Sgt. Stone
- Peter Coe...Espanhol
- Kyle James...Jerry August
- John Pickard...John Gunther
- Pat Hogan...Jim Eagle

## Sinopse
Durante as Guerras Apache, a Cavalaria americana negocia com o chefe índio Chattez a retirada de várias tribos para uma reserva na Flórida. O líder nativo marca o encontro para selar o acordo em Forte Clark (Texas), no dia da chegada de seu filho Toriano que retornará do Leste após estudar numa escola americana. O chefe dos batedores do forte, o caucasiano Ed Bannon, não esconde de ninguém que odeia os apaches (por ter vivido com eles por 4 anos e, após deixar a tribo, sofrer perseguições inclusive com um rancho queimado) e desconfia que Toriano, um antigo desafeto, irá liderar uma revolta do povo dele contra a ida à reserva. Ele tenta provar as intenções bélicas dos índios mas mesmo após um ataque em que morreu o comandante do forte, o coronel Weybright, os oficiais americanos comandados agora pelo Capitão Bill North, continuam acreditando na ida pacífica para reserva, atribuindo os ataques às provocações do rancoroso Ed Bannon.